# Alfredo Piàn
Alfredo Piàn, né le 21 octobre 1912 et décédé le 25 juillet 1990 à Las Rosas  était un ancien pilote argentin de course automobile, qui s'illustra sur circuit de 1947 à 1950, principalement sur Maserati. Blessé à la jambe lors des essais du Grand Prix de Monaco 1950, il ne put prendre le départ, et par la suite n'apparut plus jamais en championnat du monde.
En Argentine, il a été champion de Fuerza Libre à 3 reprises et de Fuerza Limitada à 4 reprises.